# 冷凍みかん

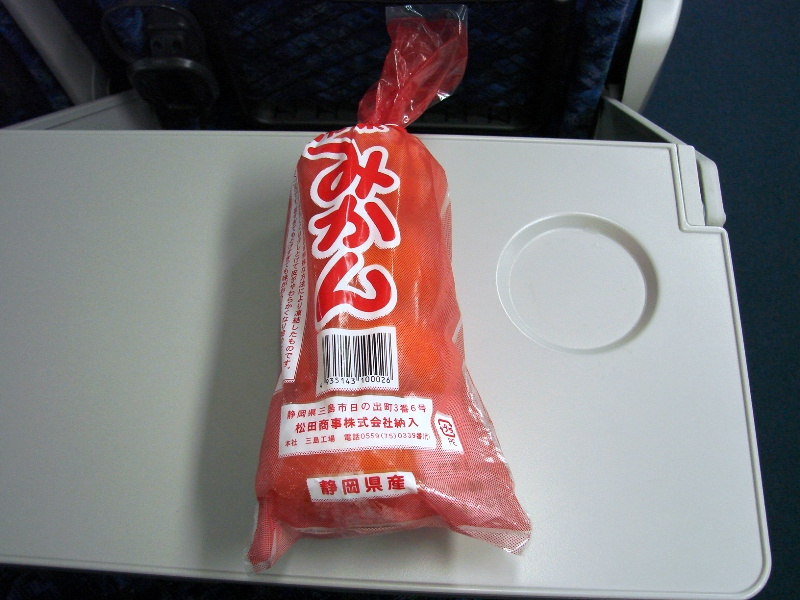
駅売店で売られている冷凍みかんの例

冷凍みかん（れいとうみかん）は、みかんを凍らせた食品である。昭和30年代以降、鉄道の駅や列車内で販売され、普及した。

## 作り方
丸みかんの場合、洗浄して水切りを行い、選別ののち凍結し、保管中の乾燥や
果皮の変色を防ぐため、4、5％の薄い氷の膜（グレーズ）をかけて製造する。
一般家庭でも、洗ってから水分を拭き取ったみかんを冷凍庫へ入れ、よく凍らせたうえ、冷水に一瞬くぐらせて再度冷凍することで、薄い氷の膜を作ることができる。冷凍することで保存期間が延び、1、2カ月保存することができるようになる。

## 歴史
日本冷蔵（現ニチレイ）は、1951年に焼津で冷凍みかんを試験生産し、1952年にはアメリカに輸出した。同年には渋谷の東横百貨店にて冷凍みかんをジュースにして販売している（日冷凍果ジュース）。日本冷蔵はデパート、ホテル、列車販売などにも冷凍みかんの販路拡張を志向した。

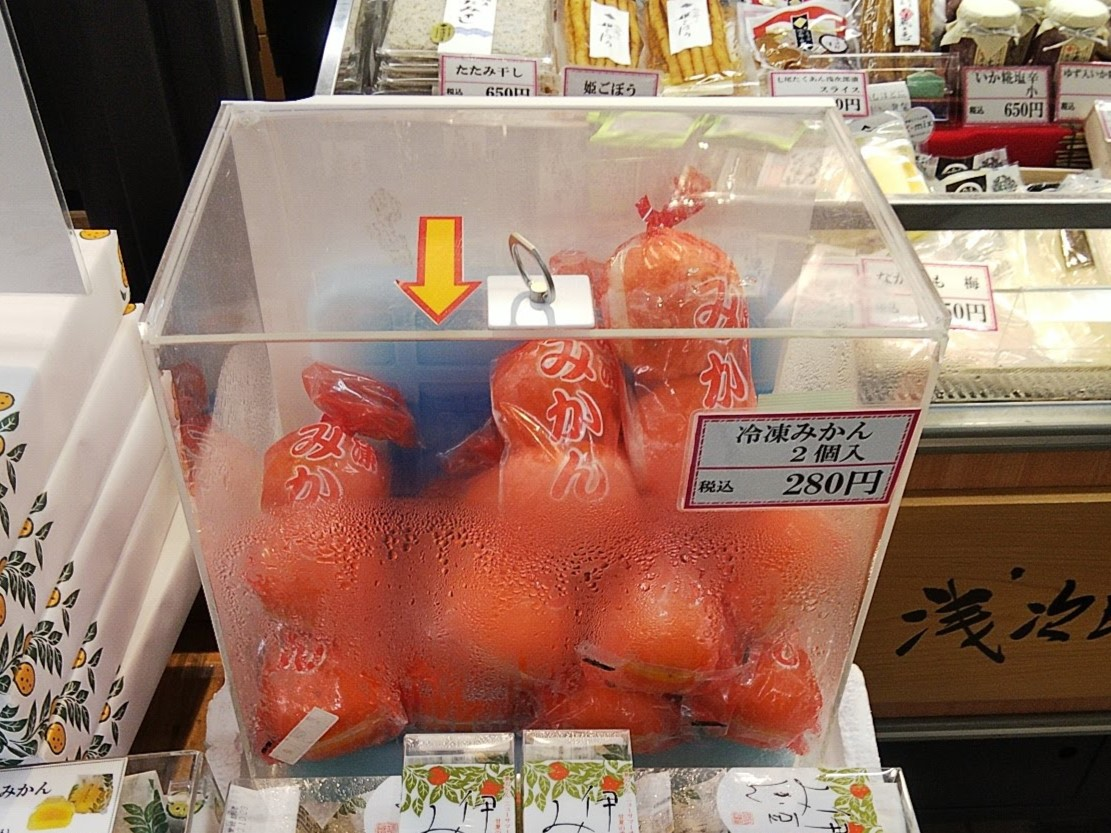
駅構内売店の冷凍みかん（2023年9月）

鉄道での販売に関しては、もともと駅の売店（鉄道弘済会）にみかんを卸していた小田原の株式会社井上が、冬から春頃にしか販売されていなかったみかんを夏に販売するために発案し、大洋漁業（現マルハ）のマグロ冷凍技術を応用して1955年に開発、小田原駅のキヨスクで販売するようになった。みかんは、漁網にルーツを持つネットに入れて販売した。
その後静岡県などの東海道線沿線で広く販売されて昭和30年代から40年代が出荷のピークとなる。1960年代には前述の株式会社井上のみで売り上げが1000万個に達した。1960年代生まれ以降の世代には 学校給食のデザートとしても馴染みが深い 。一方で平成期には、アイスクリームなど他の食品との競合や、車両への冷房装置搭載が進んだこともあり、店舗での売り上げは減少した。2006年の報道で、静岡県内では駅では約5万5千個が販売され、学校給食では年に約30万個が消費されたとされる。
2006年には、バンドGTPが、冷凍みかんを題材とした楽曲「冷凍みかん」が発売された。前年末から静岡エフエム放送 (K-MIX) でオンエアされ同局で1月から4月まで13週連続してヒットチャート一位となった 。連動して冷凍みかんの売り上げも急増し、2月中旬から月数個程度の入荷が1日3から5個の注文になり入荷の見通しが立たなくなった静岡市内のスーパーマーケットの例や、3月末から4月にかけて店頭で曲を流して冷凍みかんを販売する対応を始めた県内スーパーマーケットチェーンの例、例年6月からであった駅キオスクでの販売を4月下旬に前倒した静岡駅の例が報じられている。歌詞の影響で、4個入りのネットに包まれた品が人気だった。楽曲および冷凍みかんのブームは日本全国にも波及した。冷凍みかんの2005年の売り上げが90万個であったのに対し、翌年には倍以上になった。
2010年には、福岡県の冷凍食品メーカー八ちゃん堂が、皮を剥いたみかんを冷凍した「むかん」を発売した。「むかん」という名前の面白さや手軽さで話題を呼び、一部の大手コンビニエンスストアにも進出するなど販売は好調で2013年には工場を新設した。

## 冷凍パイン
姉妹品としてパイナップルの果肉を冷凍させた「冷凍パイン」もあった。同じく東海道線のキヨスクで販売されたほか、産地である沖縄県でも駄菓子屋で販売され、学校給食にも提供された。

## その他
Jリーグ・清水エスパルスマスコットのパルちゃんが、日本平スタジアムでの試合開始前に行う「パルちゃんショー」の演目の1つに、冷凍みかんを題材にしたものがある。